# ماویس ۱۶۰۷
سیارک ۱۶۰۷ (به انگلیسی: 1607 Mavis، نامگذاری:1950RA) هزار و ششصد و هفتمین سیارک کشف شده‌است که در ۳ سپتامبر ۱۹۵۰ کشف شد.
قدر مطلق سیارک برابر ۱۱٫۶۰ است.